# بريان بروس
بريان بروس (بالإنجليزية: Bryan Bruce)‏ هو مخرج نيوزلندي، ولد في 1948.

## روابط خارجية
- بريان بروس على موقع IMDb (الإنجليزية)
- بريان بروس على موقع قاعدة بيانات الفيلم (الإنجليزية)